# میاسیشف ام-۱۰۱تی
میاسیشف ام-۱۰۱تی (به انگلیسی: Myasishchev_M-101T) یک هواگرد از نوع مسافربری و باربری ساخت شرکت میاسیشف است. هواگرد ام-۱۰۱تی نخستین پروازش را در ۳۱ مارس ۱۹۹۵ میلادی انجام داد.